# Landratsamt Passau

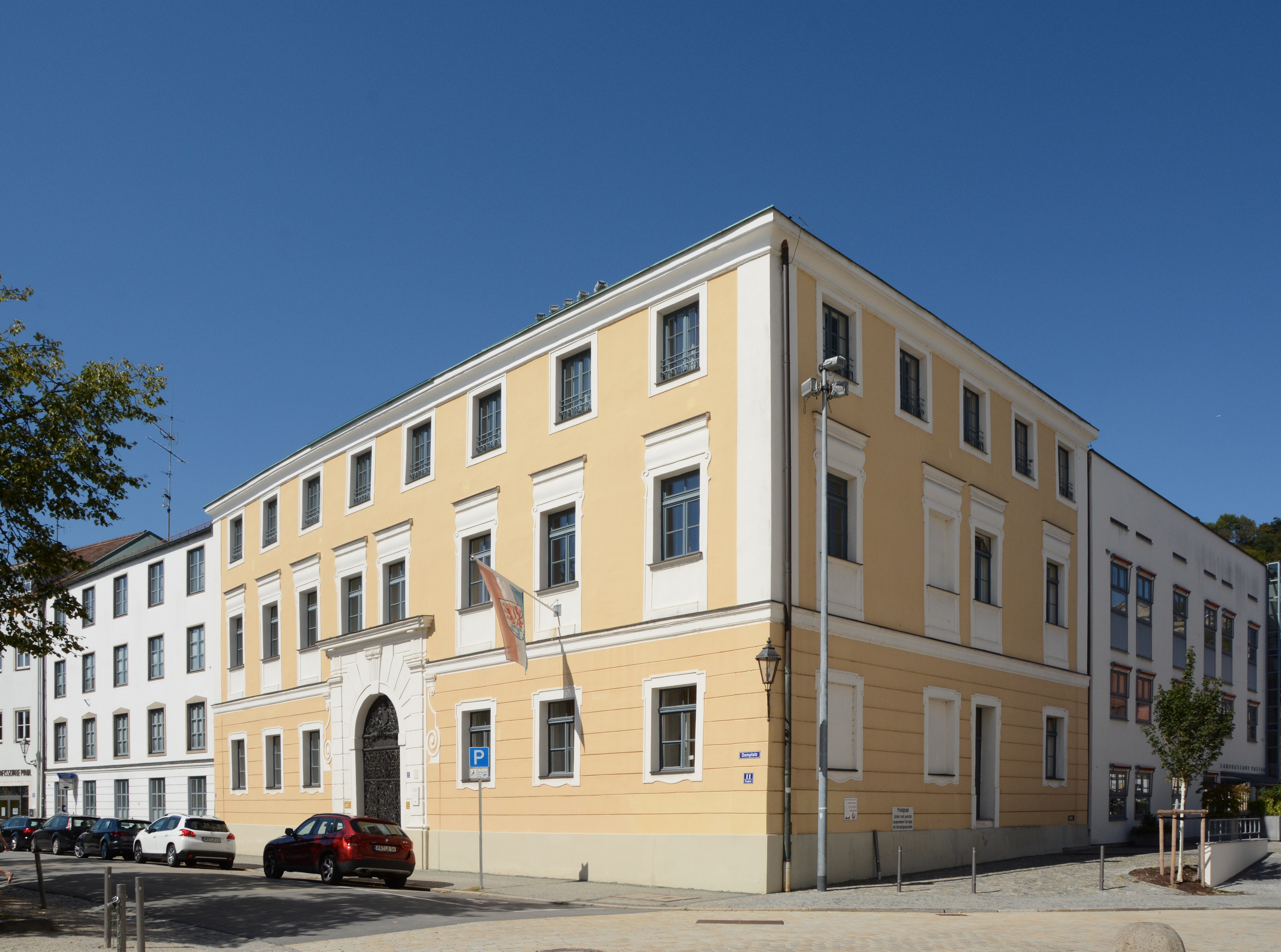
Alt- (orange) und Erweiterungsbau (weiß), Landratsamt Passau

Das Gebäude  Landratsamt Passau – ehemalig Domherrenhof (Alt-Daun-Hof) in Passau ist Sitz des Landratsamts des Landkreises Passau.

## Geschichte

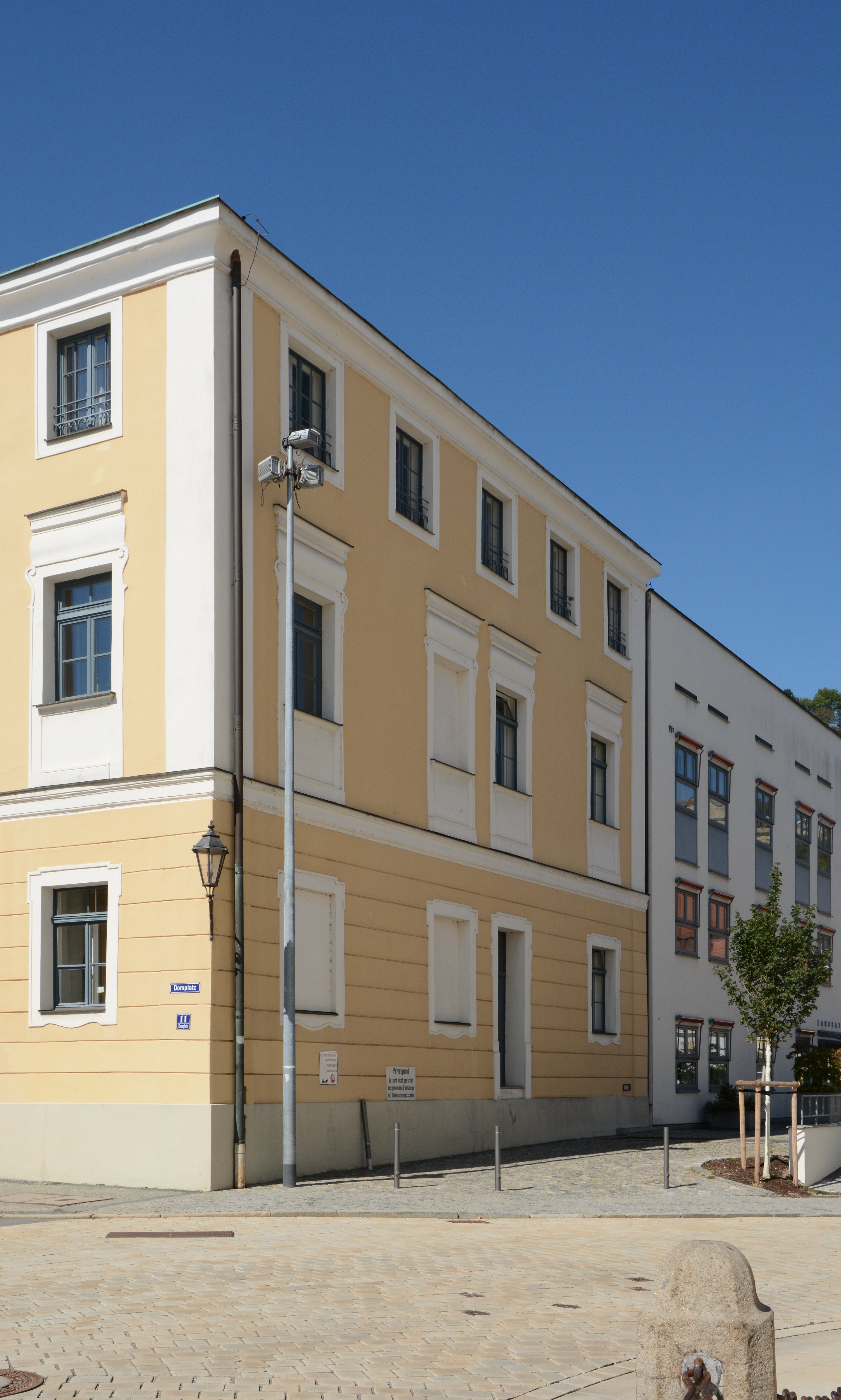
Neu- und Altbau

Das Landratsamt befindet sich am Domplatz 11 und am Steinweg 5.
Der ehemalige Domherrenhof (auch Alt-Daun-Hof) wurde nach dem Stadtbrand 1662 als dreigeschossiger Eckbau mit Walmdach und barocker Fassadengestaltung weitgehend neu errichtet. Um 1720 wurde das Gebäude ausgebaut.
In der Ostmauer befindet sich ein Brunnenbecken aus dem 18. Jahrhundert mit einem als Speikopf gestalteten Wasserauslauf aus dem 15. Jahrhundert. Daneben befindet sich seit 2003 der Passauer Tölpel, ein vom mittelalterlichen Dom stammender Steinkopf und eines der Wahrzeichen von Passau.
Der dreigeschossige Eckbau steht unter Denkmalschutz und ist im Denkmalatlas des Bayerischen Landesamtes für Denkmalpflege und in der Liste der Baudenkmäler in Passau eingetragen. In den Jahren von 1978 bis 1983 wurde das Landratsamt mit einem Neubau durch die Münchner Architekten Rüdiger Möller, Günter Hofmann und Franz Xaver Putschögl erweitert.

## Auszeichnungen und Preise
- 1983: BDA-Preis Bayern für Rüdiger Möller, Günter Hofmann und Franz Xaver Putschögl[2]
- 1985: Anerkennung – Deutscher Architekturpreis für Rüdiger Möller, Günter Hofmann und Franz Xaver Putschögl[3]